# Llista d'espècies de linífids (U-Z)
Llista d'espècies de linífids, per ordre alfabètic de la lletra U a la Z, amb totes les espècies descrites fins al 20 de novembre de 2006.
- Per a les llistes d'espècies amb les altres lletres de l'alfabet, aneu a l'article principal, Llista d'espècies de linífids.
- Per a la llista completa de tots els gèneres vegeu l'article Llista de gèneres de linífids.

## Gèneres i espècies

### Uahuka
Uahuka Berland, 1935
- Uahuka affinis Berland, 1935 (Illes Marqueses)
- Uahuka spinifrons Berland, 1935 (Illes Marqueses)

### Uapou
Uapou Berland, 1935
- Uapou maculata Berland, 1935 (Illes Marqueses)

### Ulugurella
Ulugurella Jocqué & Scharff, 1986
- Ulugurella longimana Jocqué & Scharff, 1986 (Tanzània)

### Ummeliata
Ummeliata Strand, 1942
- Ummeliata angulituberis (Oi, 1960) (Rússia, Corea, Japó)
- Ummeliata erigonoides (Oi, 1960) (Japó)
- Ummeliata feminea (Bösenberg & Strand, 1906) (Rússia, Xina, Corea, Japó)
- Ummeliata insecticeps (Bösenberg & Strand, 1906) (Rússia fins a Vietnam, Taiwan, Japó)
- Ummeliata onoi Saito, 1993 (Japó)
- Ummeliata osakaensis (Oi, 1960) (Rússia, Japó)
- Ummeliata saitoi Matsuda & Ono, 2001 (Japó)
- Ummeliata sibirica (Eskov, 1980) (Rússia)

### Uralophantes
Uralophantes Esyunin, 1992
- Uralophantes troitskensis Esyunin, 1992 (Rússia)

### Ussurigone
Ussurigone Eskov, 1993
- Ussurigone melanocephala Eskov, 1993 (Rússia)

### Uusitaloia
Uusitaloia Marusik, Koponen & Danilov, 2001
- Uusitaloia transbaicalica Marusik, Koponen & Danilov, 2001 (Rússia)

### Vagiphantes
Vagiphantes Saaristo & Tanasevitch, 2004
- Vagiphantes vaginatus (Tanasevitch, 1983) (Àsia central)

### Vermontia
Vermontia Millidge, 1984
- Vermontia thoracica (Emerton, 1913) (EUA, Canadà, Rússia)

### Vesicapalpus
Vesicapalpus Millidge, 1991
- Vesicapalpus simplex Millidge, 1991 (Argentina)

### Victorium
Victorium Eskov, 1988
- Victorium putoranicum Eskov, 1988 (Rússia)

### Wabasso
Wabasso Millidge, 1984
- Wabasso cacuminatus Millidge, 1984 (Rússia, Canadà, EUA)
- Wabasso hilairoides Eskov, 1988 (Rússia)
- Wabasso millidgei Eskov, 1988 (Rússia)
- Wabasso quaestio (Chamberlin, 1948) (Canadà, Groenlàndia)
- Wabasso replicatus (Holm, 1950) (Scotland fins a Rússia)
- Wabasso tungusicus Eskov, 1988 (Rússia)

### Walckenaeria
Walckenaeria Blackwall, 1833
- Walckenaeria abantensis Wunderlich, 1995 (Turquia)
- Walckenaeria aberdarensis (Holm, 1962) (Kenya)
- Walckenaeria acuminata Blackwall, 1833 (Paleàrtic)
- Walckenaeria aenea Millidge, 1983 (Mèxic)
- Walckenaeria afur Thaler, 1984 (Illes Canàries)
- Walckenaeria alba Wunderlich, 1987 (Illes Canàries)
- Walckenaeria allopatriae Jocqué & Scharff, 1986 (Tanzània)
- Walckenaeria alticeps (Denis, 1952) (Europa)
- Walckenaeria anceps Millidge, 1983 (Canadà)
- Walckenaeria angelica Millidge, 1979 (Itàlia)
- Walckenaeria angustifrons (Simon, 1884) (França)
- Walckenaeria antica (Wider, 1834) (Paleàrtic)
- Walckenaeria aprilis Millidge, 1983 (EUA)
- Walckenaeria arcana Millidge, 1983 (Mèxic)
- Walckenaeria arctica Millidge, 1983 (EUA, Canadà)
- Walckenaeria atrotibialis (O. P.-Cambridge, 1878) (Holàrtic)
- Walckenaeria auranticeps (Emerton, 1882) (Rússia, Canadà, EUA)
- Walckenaeria aurata Millidge, 1983 (Mèxic)
- Walckenaeria baborensis Bosmans, 1993 (Algèria)
- Walckenaeria basarukini Eskov & Marusik, 1994 (Rússia)
- Walckenaeria bifasciculata Tanasevitch, 1987 (Azerbaijan, Armènia)
- Walckenaeria bifida Millidge, 1983 (EUA)
- Walckenaeria blanda Millidge, 1983 (EUA)
- Walckenaeria breviaria (Crosby & Bishop, 1931) (EUA)
- Walckenaeria brevicornis (Emerton, 1882) (EUA)
- Walckenaeria brucei (Tullgren, 1955) (Suècia)
- Walckenaeria camposi Wunderlich, 1992 (Illes Canàries)
- Walckenaeria caobangensis Tu & Li, 2004 (Vietnam)
- Walckenaeria capito (Oestring, 1861) (Holàrtic)
- Walckenaeria carolina Millidge, 1983 (EUA)
- Walckenaeria castanea (Emerton, 1882) (EUA, Canadà)
- Walckenaeria cavernicola Wunderlich, 1992 (Illes Canàries)
- Walckenaeria chikunii Saito & Ono, 2001 (Japó)
- Walckenaeria chiyokoae Saito, 1988 (Japó)
- Walckenaeria christae Wunderlich, 1995 (Grècia)
- Walckenaeria cirriceps Thaler, 1996 (Grècia)
- Walckenaeria clavicornis (Emerton, 1882) (Holàrtic)
- Walckenaeria claviloba Wunderlich, 1995 (Creta)
- Walckenaeria clavipalpis Millidge, 1983 (EUA, Canadà)
- Walckenaeria cognata Holm, 1984 (Tanzània)
- Walckenaeria columbia Millidge, 1983 (EUA, Canadà)
- Walckenaeria communis (Emerton, 1882) (EUA, Canadà, Alaska)
- Walckenaeria coniceps Thaler, 1996 (Grècia)
- Walckenaeria coreana (Paik, 1983) (Corea)
- Walckenaeria corniculans (O. P.-Cambridge, 1875) (Europa, Àfrica del Nord)
- Walckenaeria cornuella (Chamberlin & Ivie, 1939) (EUA, Canadà)
- Walckenaeria cretaensis Wunderlich, 1995 (Creta)
- Walckenaeria crocata (Simon, 1884) (Algèria)
- Walckenaeria crocea Millidge, 1983 (Mèxic)
- Walckenaeria crosbyi (Fage, 1938) (Costa Rica)
- Walckenaeria cucullata (C. L. Koch, 1836) (Paleàrtic)
- Walckenaeria cuspidata Blackwall, 1833 (Paleàrtic)
  - Walckenaeria cuspidata brevicula (Crosby & Bishop, 1931) (EUA, Canadà, Alaska)
  - Walckenaeria cuspidata obsoleta Chyzer & Kulczyn'ski, 1894 (Hongria)
- Walckenaeria cylindrica Xu, 1994 (Xina)
- Walckenaeria Xipreensis Wunderlich, 1995 (Xipre)
- Walckenaeria dalmasi (Simon, 1914) (França)
- Walckenaeria denisi Thaler, 1984 (Illes Canàries)
- Walckenaeria digitata (Emerton, 1913) (EUA, Canadà)
- Walckenaeria directa (O. P.-Cambridge, 1874) (EUA, Canadà, Alaska)
- Walckenaeria discolor Millidge, 1983 (Mèxic)
- Walckenaeria dixiana (Chamberlin & Ivie, 1944) (EUA)
- Walckenaeria dondalei Millidge, 1983 (Canadà)
- Walckenaeria dulciacensis (Denis, 1949) (França)
- Walckenaeria dysderoides (Wider, 1834) (Paleàrtic)
- Walckenaeria elgonensis Holm, 1984 (Kenya, Uganda)
- Walckenaeria emarginata Millidge, 1983 (EUA)
- Walckenaeria erythrina (Simon, 1884) (Còrsega, Marroc, Algèria, Tunísia)
- Walckenaeria exigua Millidge, 1983 (EUA, Canadà)
- Walckenaeria extraterrestris Bosmans, 1993 (Algèria, Grècia)
- Walckenaeria faceta Millidge, 1983 (Mèxic)
- Walckenaeria fallax Millidge, 1983 (Canadà)
- Walckenaeria floridiana Millidge, 1983 (EUA)
- Walckenaeria fraudatrix Millidge, 1983 (Rússia, Mongòlia, Alaska, Canadà)
- Walckenaeria furcillata (Menge, 1869) (Paleàrtic)
- Walckenaeria fusca Rosca, 1935 (Romania, Ucraïna)
- Walckenaeria fusciceps Millidge, 1983 (Canadà)
- Walckenaeria fuscocephala Wunderlich, 1987 (Illes Canàries)
- Walckenaeria gertschi Millidge, 1983 (Mèxic)
- Walckenaeria gologolensis Scharff, 1990 (Tanzània)
- Walckenaeria golovatchi Eskov & Marusik, 1994 (Rússia)
- Walckenaeria gomerensis Wunderlich, 1987 (Illes Canàries)
- Walckenaeria hamus Wunderlich, 1995 (Creta)
- Walckenaeria helenae Millidge, 1983 (EUA)
- Walckenaeria hierropalma Wunderlich, 1987 (Illes Canàries)
- Walckenaeria ichifEUAensis Saito & Ono, 2001 (Japó)
- Walckenaeria incisa (O. P.-Cambridge, 1871) (Europa)
- Walckenaeria incompleta Wunderlich, 1992 (Illes Canàries)
- Walckenaeria indirecta (O. P.-Cambridge, 1874) (EUA, Canadà)
- Walckenaeria inflexa (Oestring, 1861) (Suècia)
- Walckenaeria insperata Millidge, 1979 (Itàlia)
- Walckenaeria iviei Millidge, 1983 (Mèxic)
- Walckenaeria jocquei Holm, 1984 (Malawi)
- Walckenaeria kabyliana Bosmans, 1993 (Algèria)
- Walckenaeria karpinskii (O. P.-Cambridge, 1873) (Holàrtic)
- Walckenaeria katanda Marusik, Hippa & Koponen, 1996 (Rússia)
- Walckenaeria kazakhstanica Eskov, 1995 (Rússia, Kazakhstan)
- Walckenaeria keikoae Saito, 1988 (Japó)
- Walckenaeria kikogensis Scharff, 1990 (Tanzània)
- Walckenaeria kochi (O. P.-Cambridge, 1872) (Paleàrtic)
- Walckenaeria koenboutjei Baert, 1994 (Rússia)
- Walckenaeria korobeinikovi Esyunin & Efimik, 1996 (Rússia)
- Walckenaeria kulalensis Holm, 1984 (Kenya)
- Walckenaeria languida (Simon, 1914) (Meridional, Europa central, Àfrica del Nord)
- Walckenaeria latens Millidge, 1983 (EUA)
- Walckenaeria lepida (Kulczyn'ski, 1885) (Holàrtic)
- Walckenaeria lurida Seo, 1991 (Corea)
- Walckenaeria maesta Millidge, 1983 (EUA)
- Walckenaeria mariannae Bosmans, 1993 (Algèria)
- Walckenaeria martensi Wunderlich, 1972 (Nepal)
- Walckenaeria mauensis Holm, 1984 (Kenya)
- Walckenaeria mengei Bösenberg, 1902 (Alemanya)
- Walckenaeria meruensis Tullgren, 1910 (Tanzània)
- Walckenaeria mesus (Chamberlin, 1948) (EUA)
- Walckenaeria mexicana Millidge, 1983 (Mèxic)
- Walckenaeria microps Holm, 1984 (Kenya, Uganda)
- Walckenaeria microspiralis Millidge, 1983 (EUA, Canadà)
- Walckenaeria minuscula Holm, 1984 (Kenya)
- Walckenaeria minuta (Emerton, 1882) (EUA)
- Walckenaeria mitrata (Menge, 1868) (Paleàrtic)
- Walckenaeria monoceras (Chamberlin & Ivie, 1947) (EUA, Alaska)
- Walckenaeria monoceros (Wider, 1834) (Europa fins a Kirguizstan)
- Walckenaeria neglecta Bosmans, 1993 (Algèria)
- Walckenaeria nepalensis Wunderlich, 1972 (Nepal)
- Walckenaeria ngorongoroensis Holm, 1984 (Tanzània)
- Walckenaeria nigeriensis Locket & Russell-Smith, 1980 (Nigèria, Kenya)
- Walckenaeria nishikawai Saito, 1986 (Rússia, Japó)
- Walckenaeria nodosa O. P.-Cambridge, 1873 (Paleàrtic)
- Walckenaeria nudipalpis (Oestring, 1851) (Paleàrtic)
- Walckenaeria obtEUA Blackwall, 1836 (Paleàrtic)
- Walckenaeria occidentalis Millidge, 1983 (EUA)
- Walckenaeria ocularis Holm, 1984 (Kenya)
- Walckenaeria oregona Millidge, 1983 (EUA)
- Walckenaeria orghidani Georgescu, 1977 (Cuba)
- Walckenaeria orientalis (Oliger, 1985) (Rússia, Corea, Japó)
- Walckenaeria pallida (Emerton, 1882) (EUA, Canadà)
- Walckenaeria palmgreni Eskov & Marusik, 1994 (Rússia, Mongòlia)
- Walckenaeria palmierro Wunderlich, 1987 (Illes Canàries)
- Walckenaeria palustris Millidge, 1983 (Canadà)
- Walckenaeria parvicornis Wunderlich, 1995 (Mongòlia)
- Walckenaeria pellax Millidge, 1983 (EUA, Canadà, Alaska)
- Walckenaeria perdita (Chamberlin, 1948) (EUA)
- Walckenaeria picetorum (Palmgren, 1976) (Finlàndia, Rússia)
- Walckenaeria pinocchio (Kaston, 1945) (EUA, Canadà)
- Walckenaeria pinoensis Wunderlich, 1992 (Illes Canàries)
- Walckenaeria placida (Banks, 1892) (EUA)
- Walckenaeria plumata Millidge, 1979 (Itàlia)
- Walckenaeria praestans Millidge, 1991 (Colòmbia)
- Walckenaeria prominens Millidge, 1983 (Canadà)
- Walckenaeria puella Millidge, 1983 (EUA)
- Walckenaeria pullata Millidge, 1983 (EUA, Canadà)
- Walckenaeria pyrenaea (Denis, 1952) (França)
- Walckenaeria quarta Wunderlich, 1972 (Alemanya)
- Walckenaeria reclEUA Millidge, 1983 (EUA)
- Walckenaeria redneri Millidge, 1983 (EUA, Canadà)
- Walckenaeria rufula Millidge, 1983 (Mèxic)
- Walckenaeria rutilis Millidge, 1983 (Mèxic)
- Walckenaeria ruwenzoriensis (Holm, 1962) (Congo, Uganda)
- Walckenaeria saniuana (Chamberlin & Ivie, 1939) (EUA)
- Walckenaeria serrata Millidge, 1983 (EUA)
- Walckenaeria simplex Chyzer, 1894 (Central, Europa Oriental)
- Walckenaeria solivaga Millidge, 1983 (EUA)
- Walckenaeria spiralis (Emerton, 1882) (Rússia, Alaska, Canadà, EUA)
- Walckenaeria striata Wunderlich, 1987 (Illes Canàries)
- Walckenaeria stylifrons (O. P.-Cambridge, 1875) (Europa)
- Walckenaeria subdirecta Millidge, 1983 (EUA, Canadà)
- Walckenaeria subpallida Millidge, 1983 (EUA)
- Walckenaeria subspiralis Millidge, 1983 (EUA, Canadà)
- Walckenaeria subvigilax Millidge, 1983 (EUA)
- Walckenaeria suspecta (Kulczyn'ski, 1882) (Poland, Eslovàquia)
- Walckenaeria tanzaniensis Jocqué & Scharff, 1986 (Tanzània)
- Walckenaeria teideensis Wunderlich, 1992 (Illes Canàries)
- Walckenaeria tenella Millidge, 1983 (EUA, Canadà)
- Walckenaeria tenuitibialis Bosmans, 1993 (Algèria)
- Walckenaeria teres Millidge, 1983 (Canadà)
- Walckenaeria thrinax (Chamberlin & Ivie, 1933) (EUA)
- Walckenaeria tibialis (Emerton, 1882) (EUA, Canadà)
- Walckenaeria torta Bosmans, 1993 (Algèria)
- Walckenaeria tricornis (Emerton, 1882) (EUA, Canadà)
- Walckenaeria tumida (Crosby & Bishop, 1931) (EUA, Canadà)
- Walckenaeria turbulenta Bosmans, 1993 (Algèria)
- Walckenaeria tystchenkoi Eskov & Marusik, 1994 (Rússia)
- Walckenaeria uenoi Saito & Irie, 1992 (Japó)
- Walckenaeria unicornis O. P.-Cambridge, 1861 (Paleàrtic)
- Walckenaeria uzungwensis Scharff, 1990 (Tanzània)
- Walckenaeria vigilax (Blackwall, 1853) (Holàrtic)
- Walckenaeria vilbasteae Wunderlich, 1979 (Finlàndia, Estònia)
- Walckenaeria weber (Chamberlin, 1948) (EUA)
- Walckenaeria Oestringi Strand, 1903 (Noruega)
- Walckenaeria wunderlichi Tanasevitch, 1983 (Àsia central)
- Walckenaeria yunnanensis Xia i cols., 2001 (Xina)

### Walckenaerianus
Walckenaerianus Wunderlich, 1995
- Walckenaerianus aimakensis Wunderlich, 1995 (Rússia, Mongòlia)
- Walckenaerianus esyunini Tanasevitch, 2004 (Rússia)

### Wiehlea
Wiehlea Braun, 1959
- Wiehlea calcarifera (Simon, 1884) (Europa Occidental)

### Wiehlenarius
Wiehlenarius Eskov, 1990
- Wiehlenarius boreus Eskov, 1990 (Rússia)
- Wiehlenarius tirolensis (Schenkel, 1939) (Suïssa, Àustria, Grècia)

### Wubana
Wubana Chamberlin, 1919
- Wubana atypica Chamberlin & Ivie, 1936 (EUA)
- Wubana drassoides (Emerton, 1882) (EUA)
- Wubana ornata Chamberlin & Ivie, 1936 (EUA)
- Wubana pacifica (Banks, 1896) (EUA)
- Wubana reminiscens Chamberlin, 1948 (EUA)
- Wubana suprema Chamberlin & Ivie, 1936 (EUA)
- Wubana utahana Chamberlin & Ivie, 1936 (EUA)

### Wubanoides
Wubanoides Eskov, 1986
- Wubanoides fissus (Kulczyn'ski, 1926) (Rússia, Japó)
- Wubanoides uralensis (Pakhorukov, 1981) (Rússia, Mongòlia)
  - Wubanoides uralensis lithodytes Schikora, 2004 (Central, Europa Oriental)

### Yakutopus
Yakutopus Eskov, 1990
- Yakutopus xerophilus Eskov, 1990 (Rússia)

### Zerogone
Zerogone Eskov & Marusik, 1994
- Zerogone submissella (Strand, 1907) (Rússia)

### Zilephus
Zilephus Simon, 1902
- Zilephus granulosus Simon, 1902 (Argentina)

### Zornella
Zornella Jackson, 1932
- Zornella armata (Banks, 1906) (EUA, Canadà, Alaska)
- Zornella cultrigera (L. Koch, 1879) (Holàrtic)
- Zornella orientalis Marusik i cols., 2007 (Holàrtic)

### Zygottus
Zygottus Chamberlin, 1948
- Zygottus corvallis Chamberlin, 1948 (EUA)
- Zygottus oregonus Chamberlin, 1948 (EUA)